# Admontia pyrenaica
Admontia pyrenaica är en tvåvingeart som beskrevs av Tschorsnig och Pujade 1997. Admontia pyrenaica ingår i släktet Admontia och familjen parasitflugor.
Artens utbredningsområde är Andorra. Inga underarter finns listade i Catalogue of Life.